# Magyar Városok Monografiája
A Magyar Városok Monografiája egy magyar történelmi-földrajzi könyvsorozat.

## Története
A sorozat a 19. század végi Magyarország vármegyéi és városai sorozathoz hasonlóan a magyar városok múltját és jelenét mutatta be a Horthy-korszakban. A díszes kötetek 1927-től jelentek meg 16 éven keresztül 1942-ig. Korabeli megfogalmazás szerint:

„
A Magyar Városok Monográfiája egy új kultúrtörténeti jelentőségű és nemes szándékú irodalmi vállalkozás, amely csonka hazánk nagyobb városainak történetét gyűjti egybe, egész a legújabb korig.
”

A sorozat első kötete Szegedet mutatta be. A Nagykőrösről megjelent második kötetet „hézagpótlónak” minősítették megjelenésekor.
Az első 15 kötet Magyar városok monográfiája névvel jelent meg, ezt követően jelent meg a Magyar Városok és Vármegyék Monografiája cím.
A sorozat részei egységesen kék színű, aranyozott gerincdíszítésű és elejükön szintén aranyozott címerdísszel ellátott, 19 x 26 cm-es egész vászonkötésű kötetekben jelentek meg. A köteteket számos fekete-fehér fénykép illusztrálta.
1989-ben az Almanach Könyvkereskedelmi Vállalkozás és Információs Kft. a Nagykőrösről szóló részt, 2001-ben Újpest Önkormányzata az Újpestről szóló részt fakszimile kiadásban ismét megjelentette.
A sorozat köteteinek nagy részét az Arcanum digitalizálva tette közzé a honlapján.
A Velencei tó és környéke, Fejér-vármegye és Székesfehérvár népességi statisztikája, Fejezetek Fejérvármegye földrajzából című részek több más résszel együtt az 1930-as években különlenyomatban is megjelentek.

## Kötetbeosztás
Az egyes kötetek a következők voltak:
| N   | Kötetcím                                              | Kiadási év | Elektronikus elérhetőség |
| --- | ----------------------------------------------------- | ---------- | ------------------------ |
| 1.  | Szeged                                                | 1927       | Arcanum                  |
| 2.  | Nagykőrös                                             | 1929       | Arcanum                  |
| 3.  | Szentes                                               | 1928       | Arcanum                  |
| 4.  | Nagykanizsa                                           | 1929       | Arcanum                  |
| 5.  | Miskolc                                               | 1929       | mandadb                  |
| 6.  | Makó és Csanád-Torontál vármegyei községek            | 1929       | Arcanum                  |
| 7.  | Tokaj és vidéke                                       | 1930       |                          |
| 8.  | Nyíregyháza és Szabolcsvármegye községei              | 1931       |                          |
| 9.  | ?                                                     |            |                          |
| 10. | Cegléd                                                | 1931       | Arcanum                  |
| 11. | Ujpest 1831–1930                                      | 1932       | Arcanum                  |
| 12. | Sárospatak és vidéke                                  | 1933       | Arcanum                  |
| 13. | Csepelsziget községei                                 | 1934       |                          |
| 14. | Baja és Bács-Bodrog vármegye községei                 | 1934       | Arcanum                  |
| 15. | Dunamenti nyaralóhelyek                               | 1934       | Arcanum                  |
| 16. | Nógrád és Hont vármegye                               | 1934       | Arcanum                  |
| 17. | Abauj-Torna vármegye                                  | 1935       | Arcanum                  |
| 18. | Pestszenterzsébet, Kispest és környéke                | 1936       | Arcanum                  |
| 19. | Békés vármegye                                        | 1936       | Arcanum                  |
| 20. | Hevesvármegyei ismertető és adattár                   | 1936       | Arcanum                  |
| 21. | Kispest, Pestszentlőrinc, Pestszentimre               | 1937       | Arcanum                  |
| 22. | Fejér vármegye                                        | 1937       | Arcanum                  |
| 23. | Dunántúli vármegyék – Veszprém vármegye községei      | 1937       | Arcanum                  |
| 24. | Rákospalota és Rákosvidék                             | 1938       | Arcanum                  |
| 25. | Bihar-vármegye                                        | 1938       | Arcanum                  |
| 26. | Dunántúli vármegyék – Győr vármegye községei          | 1938       | Arcanum                  |
| 27. | Dunántúli vármegyék – Somogy vármegye községei        | 1939       | Arcanum                  |
| 28. | Szatmár, Ugocsa és Bereg K. E. E. vármegyék 1924–1938 | 1939       | Arcanum                  |
| 29. | Dunántúli vármegyék – Zala vármegye községei          | 1939       |                          |
| 30. | Dunántúli vármegyék – Tolna vármegye községei         | 1940       |                          |
| 31. | Erdélyi vármegyék (A történelmi Erdély)               | 1942       |                          |

## Érdekesség
A korszakban hasonló könyvsorozat volt a Vármegyei Szociográfiák és A vármegyék országos cimtára.

## További irodalom
- Az aradi kormány a történelem lapjain In: Aradi Közlöny, 1927. július 23.
- Antikvarium.hu adatbázis
- Darabanth.com adatbázis
- Bookline.hu adatbázis